# Teyuwasu
Genre
Espèce
Teyuwasu est un genre fossile de dinosaures saurischiens ayant vécu au Trias supérieur à la limite entre le Carnien et le Norien, soit il y a environ 227 Ma (millions d'années). Des restes fossiles très partiels et altérés de ce dinosaure, constitués uniquement d'un fémur et d'un tibia, ont été découverts au Brésil.
À partir de ces fossiles, Edio-Ernst Kischlat (d) a créé en 1999 un genre et une espèce, Teyuwasu barbarenai.
La validité de ce genre est fortement remise en cause dans plusieurs publications,, où Teyuwasu est considéré comme un nomen dubium.

## Étymologie
Teyuwasu signifie « gros lézard » dans la langue tupi. Le nom spécifique a été donné en l'honneur du paléontologue brésilien Mário Costa Barberena (en) (1934-2013).

## Validité du genre
Selon le paléontologue argentin Martín Daniel Ezcurra (en) en 2012, Teyuwasu n'est pas représenté par des fossiles suffisamment diagnostiques, car limités et altérés, qui ne montrent pas d'autapomorphies claires. Il leur trouve quelques similitudes avec les Silesauridés, mais considère que Teyuwasu doit être considéré comme un nomen dubium représentant un dinosauriforme indéterminé. Il rejoint ainsi les commentaires antérieurs de Max Cardoso Langer (d) et al. de 2004 et 2010,.   